# Запаско Яким Прохорович
Яки́м Про́хорович Запа́ско (28 серпня 1923, Розсішки, Орадівський район, Київська губернія — 1 жовтня 2007, Львів) — український книгознавець, доктор мистецтвознавства з 1974 року, академік АН ВШ України, почесний академік Академії мистецтв України. Заслужений працівник освіти України (2003). Лауреат премії Президії НАНУ ім. І. Я. Франка (1998).
Член Міжнародної асоціації дослідників кириличної книги в Оксфорді. Член Національної спілки художників України. Дійсний член Наукового товариства імені Шевченка. Один із засновників Правління Львівської обласної організації Українського товариства охорони пам'яток історії та культури.

## Біографія
1950 — закінчив редакційно-видавничий факультет Українського поліграфічного інституту ім. Ів. Федорова (викладачі: Олена Кульчицька, Василь Форостецький).
1950—1952 — художній редактор у Львівському книжково-журнальному видавництві.
1952—1958 — науковий співробітник Львівського музею етнографії і художнього промислу АН України, завідувач відділу художнього промислу.
1958—1971 — ректор, у 1971—1999 — завідувач кафедри, з 1999 — професор кафедри історії та теорії мистецтва Львівського державного інституту прикладного та декоративного мистецтва (з 1994 — Львівська академія мистецтв).
Доктор мистецтвознавства (1974), професор (1976).

### Премії та нагороди
Нагороджений орденами Червоної Зірки (1968), Вітчизняної війни ІІ ступеня (1985), «Знак Пошани» (1961), Трудового Червоного Прапора (1971), медалями.
Лауреат премії імені Івана Франка Національної академії наук України (1998).
У липні 2003 року отримав почесне звання Заслуженого працівника освіти України.
Похований на 78 полі Личаківського цвинтаря.

## Наукові праці
Автор понад 200 наукових праць, зокрема:
- «Основи науково-дослідної роботи студентів» (1952)
- «Орнаментальне оформлення української рукописної книги» (1960)
- «Першодрукар Іван Федоров» (1964)
- Нариси з історії українського декоративно-прикладного мистецтва(1969, співавтор)
- «Мистецтво книги на Україні в XVI—XVIII ст.» (1971)
- «Українське народне килимарство» (1973)
- «Мистецька спадщина Івана Федорова» (1975)
- «Мистецтво оновленого краю» (1979, співавтор)
- «Пам'ятки книжкового мистецтва. Каталог стародруків, виданих на Україні» у трьох випусках (1981—1984, співавт. Я. Ісаєвич)
- «Львівські стародруки» (1983)
- «Українське декоративно-прикладне мистецтво. Тканини. Вишивка. Килимарство» (1991)
- «Мистецтво української рукописної книги» (1993)
- «Пам'ятки книжкового мистецтва. Українська рукописна книга» (1995)
- «Нариси з історії зарубіжного декоративно-ужиткового мистецтва» (1995, співавтор)
- «Ошатність української рукописної книги» (1998)
- «Початки українського друкарства» (2000, співавтор)
- «Українське декоративно-ужиткове мистецтво: Словник» (2000, редактор)
- «Доброчинці тоді славні були» (2003).
- Історія українського мистецтва (видання)